# كارلوس رين
كارلوس رين هو مهندس زراعي وسياسي إسباني، ولد في 18 يونيو 1897 في مالقة في إسبانيا، وتوفي في 11 فبراير 1992. نشط حزبياً في الكتائب الإسبانية التقليدية والجمعيات الدفاعية النقابية الوطنية.

## مناصب
- انتخب وزير الزراعة والثروة الحيوانية (21 يوليو 1945 – 20 يوليو 1951).
- انتخب عضو المحاكم الفرانكوية  [لغات أخرى]‏ خلال فترته النيابية ‏ (3 يوليو 1964 – 15 نوفمبر 1967).
- انتخب عضو المحاكم الفرانكوية  [لغات أخرى]‏ خلال فترته النيابية ‏ (31 مايو 1961 – 6 يونيو 1964).
- انتخب عضو المحاكم الفرانكوية  [لغات أخرى]‏ خلال فترته النيابية ‏ (14 مايو 1955 – 14 أبريل 1958).
- انتخب عضو المحاكم الفرانكوية  [لغات أخرى]‏ خلال فترته النيابية ‏ (14 مايو 1952 – 13 أبريل 1955).
- انتخب عضو المحاكم الفرانكوية  [لغات أخرى]‏ خلال فترته النيابية  [لغات أخرى]‏ (18 أكتوبر 1951 – 5 أبريل 1952).
- انتخب عضو مجلس النواب الإسباني  [لغات أخرى]‏.